# Orce (kommun)
Orce är en kommun i Spanien.   Den ligger i provinsen Provincia de Granada och regionen Andalusien, i den sydöstra delen av landet, 300 km söder om huvudstaden Madrid. Antalet invånare är 1 301.